# 荣耀7
荣耀7是由华为公司设计和销售的智能手机，也是荣耀6的换代产品，于2015年6月30日在北京发布。
荣耀7外观设计并未沿袭上一代机型荣耀6，该机取消了背面玻璃面板，背面面板则改为金属磨砂机背，机背顶部和底部采用塑料隔断辅以网状纹路，其外观风格也开始明显区别于华为品牌其他机型。

## 特征

### 硬件
华为荣耀7的外观设计并未沿袭上一代机型荣耀6，该机取消了背面玻璃面板，背面面板则改为金属磨砂机背，机背顶部和底部采用塑料隔断辅以网状纹路，其外观风格也开始明显区别于华为品牌其他机型。机身正面不具备物理触摸按键，但在屏幕上方加入了一枚前置LED补光灯。屏幕上，荣耀7采用5.2英寸incell全贴合屏幕，分辨率为1920×1080像素。荣耀7还配备指纹识别模块，位于手机背面摄像头之下。指纹识别模块除可加密手机和移动支付外，还支持轻触返回长按实现HOME键、下滑触控板打开开关控制板和通知栏、双击清除通知等功能。此外，手机还配备了“智灵”按键，非关机状态长按机身左侧的“智灵”按键即可进入语音识别功能。
荣耀7搭载华为自家的麒麟935八核处理器，具备64位字节和2.2GHz主频，同时搭载Mali-T624图形处理器。电池方面，荣耀7搭载3100毫安时电池，正常使用强度下可实现近2天一充。
拍照方面，荣耀7搭载2000万像素后置摄像头，采用索尼IMX230模块，支持相位对焦，镜头配以F2.0光圈，同时采用了蓝宝石镜片，可以让镜头防刮，也增加了镜头透光度，此外该机还配置了华为第二代ISP，提供智像3.0专业图像处理引擎，并采用PDAF相位检测与Hybrid优化算法，对焦速度以及跟焦速度实现无延时。而前置摄像头则为800万像素。
在中国大陆地区销售的荣耀7共分6种版本，分别是全网通高配版、移动定制版、移动渠道版、移动增强版、电信定制版和联通移动双4G版，均支持双卡，其中移动定制版、移动渠道版、电信定制版和联通移动双4G版运行组合为3+16GB，移动增强版运行组合为3+32GB，全网通高配版运行组合为3+64GB。中国版荣耀7共提供3种配色，分别是冰河银、典雅灰和荣耀金（其中荣耀金为全网通高配版专属色）。在海外市场销售的荣耀7则只支持单卡，运行组合为3+16GB，仅提供冰河银、典雅灰两色。

### 软件
华为荣耀7预装基于Android 5.0的EMUI 3.1系统，系统预装运动健康、钱包等应用。2016年1月，华为宣布为荣耀7推送EMUI 4.0更新，当时只有使用版本号是B190的用户，通过手机服务报名，才能获得更新推送。

## 销售
华为荣耀7于2015年7月1日10:08起在华为商城、京东启动预约，7月7日10:08起正式开售，当时仅面向预约用户，非预约用户无法购买。在线下平台，荣耀7已经在北京、南京、广州、成都等全国范围内118家线下门店开售。
在海外，英国成为第一个销售荣耀7的国家。该机在海外上市后也获得了惊人的销售成绩。根据华为荣耀发布的销售报告，荣耀7上市100天后，共登陆全球24个国家和地区，全球销量突破280万台，其中上市50天后的海外销量达40万台，全网好评率达到98%，也被德国媒体评为性价比最高手机。在法国，荣耀7发布后，在很长一段时间内占据了法国电商销售第一名，也被法国媒体评价为2015年度最佳安卓手机。

## 评价
腾讯科技评价称，荣耀7是一部“表现均衡的旗舰手机”。而外媒也对荣耀7给予高度评价，称荣耀7是一款高配置低价格的智能手机。也有媒体指出，荣耀7的指纹解锁功能快如闪电，且价格亲民地不像实力派。